# Маточкін Шар

Розташування Маточкіного Шару

73°15′ пн. ш. 55°0′ сх. д. / 73.250° пн. ш. 55.000° сх. д.
Ма́точкін Шар (рос. Маточкин Шар) — протока, що відокремлює Північний острів Нової Землі від Південного і що сполучає Баренцове море з Карським морем. Назву отримала від річки Маточка, що впадає в неї (слово шар у північних російських діалектах означає «протока»).
Маточкін Шар достатньо глибока протока, має якірні стоянки (найкраща біля мису Баранячого). Береги високі, місцями уривисті.
- Довжина — близько 100 км.
- Ширина (у найбільш вузькій частині) — близько 0,6 км.
- Глибина — близько 12 м.

Більшу частину року покритий льодом. На березі в літній час розташовуються давно існуючі промислові селища (Маточкін Шар, Столбовий Мис).
Під протокою СРСР з 1963 до 1990 рік провів близько 39 випробувань ядерної зброї. Після 2000 року Росія поновила роботи з воднем та плутонієм.